# 3237 Victorplatt
3237 Victorplatt је астероид главног астероидног појаса са пречником од приближно 25,93 .
Афел астероида је на удаљености од 3,207 астрономских јединица (АЈ) од Сунца, а перихел на 2,832 АЈ.
Ексцентрицитет орбите износи 0,061, инклинација (нагиб) орбите у односу на раван еклиптике 9,109 степени, а орбитални период износи 1916,790 дана (5,247 година).
Апсолутна магнитуда астероида је 10,60 а геометријски албедо 0,151.
Астероид је откривен 25. септембра 1984. године.